# Annenäset
Annenäset är ett före detta stenbrott och industriort i Ånimskogs socken, Åmåls kommun.
Vid sekelskiftet blev Annenäset plats för brytning av kvarts- och kvartsit, i samband med kvartsbrytningens expansion. 1902 anlades här en fabrik för tillverkning av silikategel. Grundare var bergsingenjör Ivar Setterberg och firmanamnet blev Svenska Silikategelfabriken, vilket på 1950-talet ändrades till Svenska Silikaverken. På 1920-talet hade fabriken ett 50-tal anställda, vilket ungefär motsvarade arbetsstyrkan på 1970-talet. 1955 härjades anläggningen av brand, och nya industribyggnader uppfördes. Man övergick senare främst till tillverkning av eldfasta produkter. Idag har Silikaverken inte kvar någon verksamhet i Annenäset.